# Cemitério de Lukyanivka

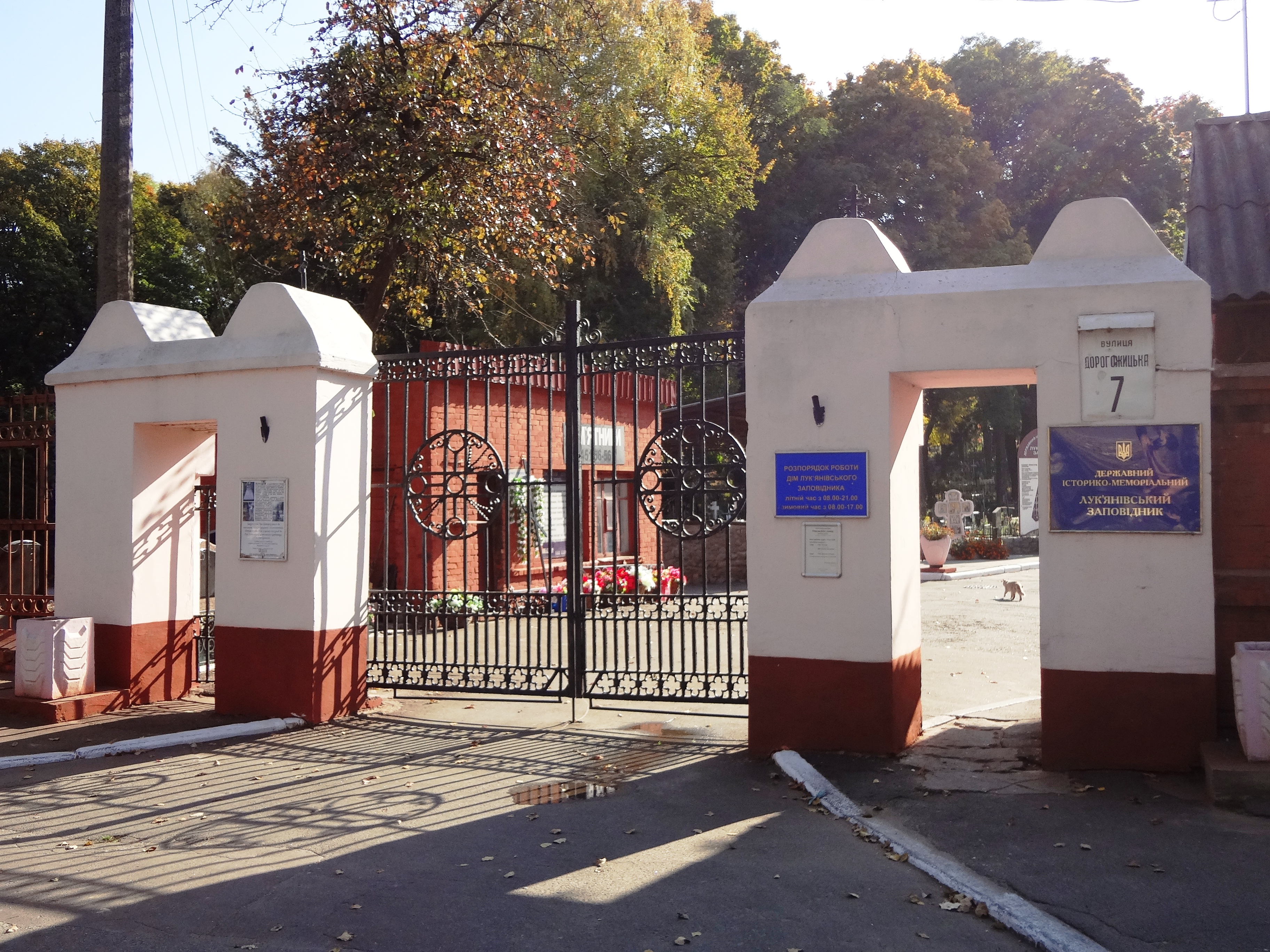
Entrada do cemitério

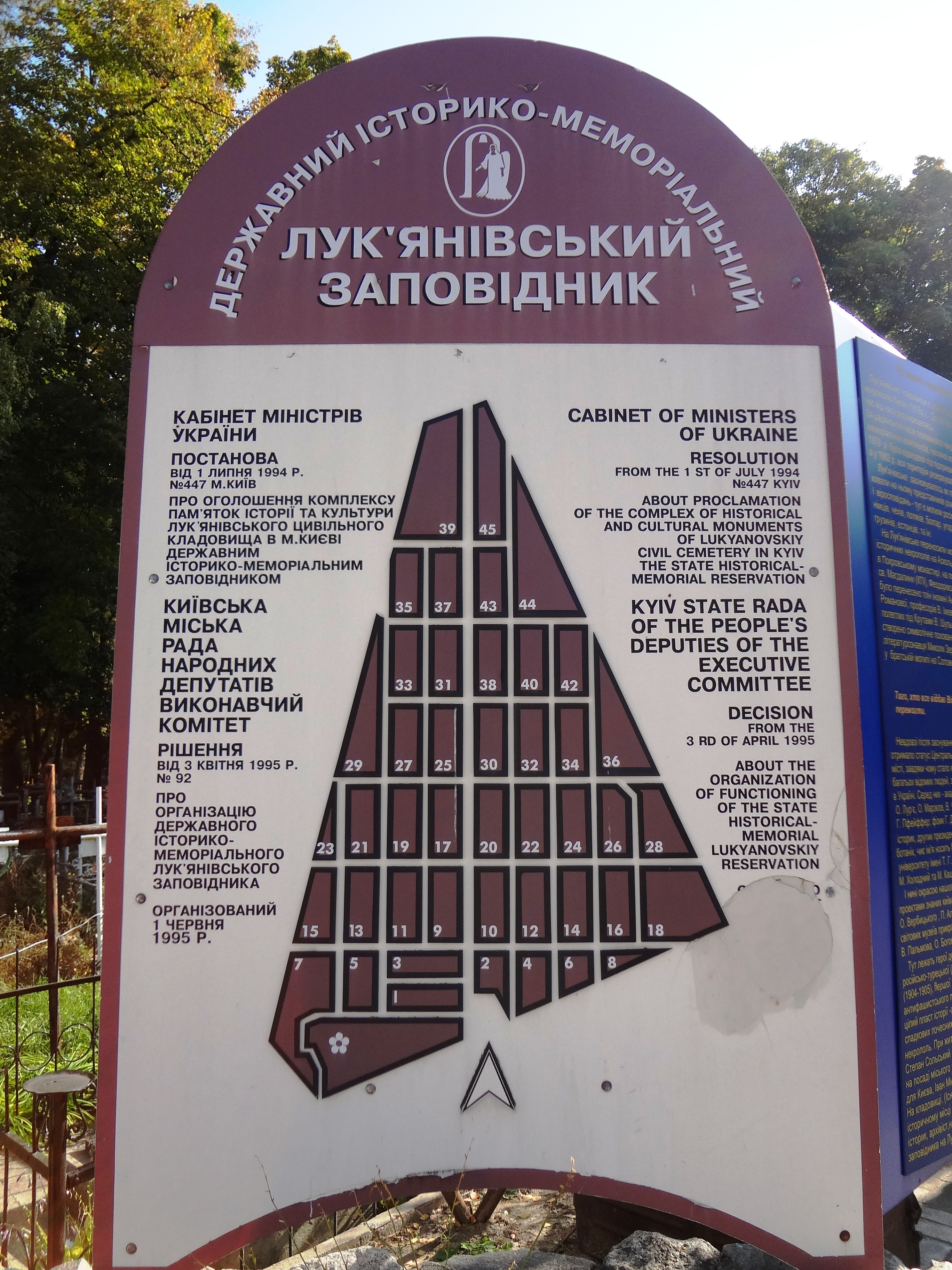
Mapa do cemitério

O Cemitério de Lukyanivka (em ucraniano:  Лук'янівський цвинтар) é um dos mais antigos cemitérios de Kiev, capital da Ucrânia.

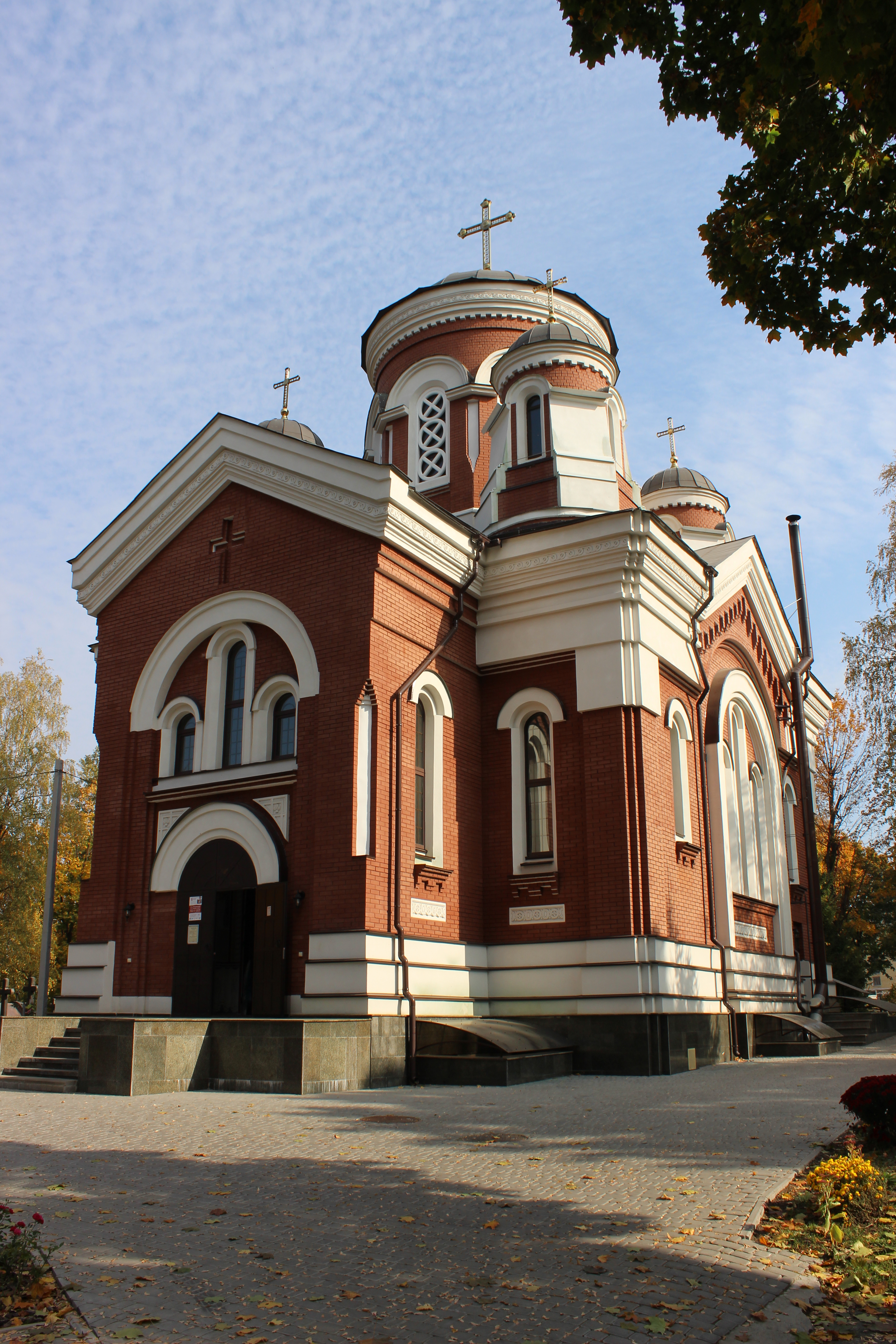
Igreja ortodoxa St. Kateryna

O cemitério foi erguido em 1878 com área de 20,45 hectares, dividido em 45 seções. 227 sepulturas estão sob proteção estatal. Localiza-se ao sudoeste de Babi Yar no raion de Shevchenkivskyi.

## Personalidades

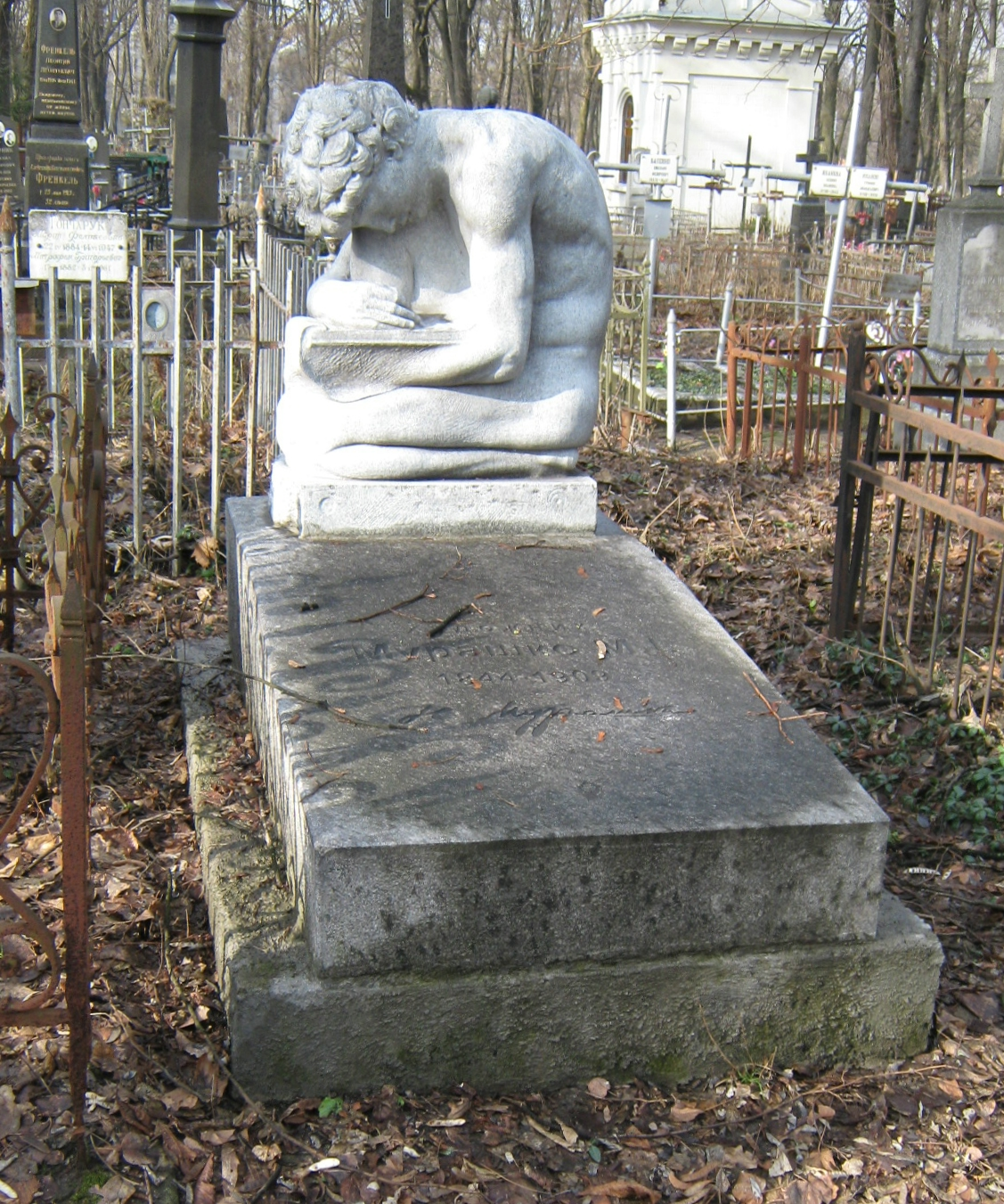
Sepultura de Mykola Muraschkos

- Leonid Berkut (1879–1940), historiador
- Alexander Bogomazow (1880–1930), pintor
- Lasar Brodskyj (1848–1904), empresário e filantropo
- Kost Burewij (1888–1934), poeta, tradutor
- Nikolai Cholodny (1882–1953), biólogo
- Alexander Dinnik (1876–1950), engenheiro
- Nikolai Duchonin (1876–1917), general
- Mykola Hrunskyj (1872–1951), filólogo e reitor
- Michail Konowalow (1858–1906), reitor
- Vladimir Korezki (1890–1984), jurista
- Hryhorij Kossynka (1899–1934), publicista, tradutor
- Fedir Krytschewskyj (1879–1947), pintor
- Wassyl Ljaskoronskyj (1860–1928), historiador, arqueólogo, numismata, etnógrafo e escritor
- Georgi de Metz (1861–1947), físico
- Mykola Muraschko (1844–1909), pintor
- Oleksandr Muraschko (1875–1919), pintor e pedagogo
- Wolodymyr Naumenko (1852–1919), pedagogo, jornalista
- Pjotr Nesterow (1887–1914), piloto e construtor de aviões
- Wassili Obraszow (1849–1920), médico
- Alexander Orlow (1880–1954), astrônomo e professor universitário
- Wolodymyr Orlowskyj (1842–1914), pintor
- Wladimir Puchalski (1848–1933), pianista, compositor e pedagogo musical
- Mykola Pymonenko (1862–1912), pintor
- Mykola Rokyzkyj (1901–1944), pintor
- Nikolai Sewerowe (1887–1957), arquiteto
- Stepan Solskyj (1835–1900), teólogo e prefeito de Kiev
- Boris Sresnewski (1857–1934), meteorologista
- Mykola Straschesko (1876–1952), médico
- Serhij Switoslawskyj (1857–1931), pintor de arte
- Pawlo Tutkowskyj (1858–1930), geólogo e geógrafo
- Mykola Wassylenko (1866–1935), político e cientista